# Listracanthus
Listracanthus é um gênero de peixe cartilaginoso que viveu do Carbonífero até o início do Triássico, sendo um possível relativo dos tubarões.

## Descrição
Os fósseis de Listracanthus foram achados na América do Norte. O animal tem uma estimativa de 1-2m de comprimento, pois os únicos fósseis achados foram partes de uma coluna vertebral provavelmente maior. O animal foi descrito como semelhante a uma enguia pelo paleontologista Rainer Zangerl, sendo a descrição mais aceita.